# Стіві Сміт
Фло́ренс Ма́ргарет Сміт (англ. Florence Margaret Smith), відома як Стіві Сміт (англ. Stevie Smith; 20 вересня 1902 — 7 березня 1971) — британська феміністська поетеса, письменниця і художниця. Автор одного з найпопулярніших віршів в історії британської поезії «Not Waving But Drowning» («Не хлюпався — тонув»).

## Життєпис
Флоренс Маргарет Сміт народилась в Кінгстон-апон-Галл на північному сході Англії другою дочкою Етель і Чарльза Смітів. Старшу сестру звали Моллі. Батько працював інженером-консультантом в Адміралтействі і більшу частину свого часу проводив у морі. Під час недовгих приїздів додому тримався з сім'єю дуже сухо й офіційно, перебуваючи з дружиною в напружених стосунках поза фактичним розлученням. Біографи припускають, що батько майже не надавав сім'ї матеріальної підтримки. Коли Флоренс було три роки, мати з доньками переїхала в Лондон до своєї сестри на Палмерс Грін.
Жінки не були заможними, але завдяки підприємливості і кмітливості сестри отримали пристойну освіту в Колегіальній школі північного Лондону для дівчат. Юну Флоренс в родині всі називали «Пеггі». Пізніше вона отримала прізвисько «Стіві» за йменням знаменитого на той час жокея Стіва Донаг'ю, за кипучу енергію при тендітності, котру зберігала до самої старості. З тих пір життя Сміт протікало виключно в жіночому оточенні. 
Коли їй було 16 років, померла мати. Стіві засуджувала батька за те, що залишив сім'ю. Сестер почала виховувати Медж Спір — рідна тітка з боку матері або «тітонька левиця», як її називала Стіві. Незабаром померла бабуся Стіві, — тітка її матері, Моллі покинула їхній будинок. Залишилася лише тітка Медж Спір, переконана феміністка, що замінила Сміт матір і за якою Сміт доглядала аж до її смерті у 1968 році. 
І сама Стіві Сміт жодного разу не вступала до шлюбу.
Цим подіям присвячено автобіографічний вірш «Будинок милосердя» («A House of Mercy»). В ньому акцент робиться не стільки на прославлянні рідного дому в Лондоні, де Сміт прожила 64 роки, скільки на жіночій солідарності й терпінні, здатності протистояти негараздам.

## Творчість
Перший роман Сімт «Novel on Yellow Paper» («Роман на жовтому папері») вийшов у 1936 році. Після нього були романи «Over Frontier» («Через кордон», 1938) і «The Holiday» («День відпочинку», 1949). Твори написані від першої особи, і оповідачка близька авторці за світовідчуттям. Проблематика всіх романів лежить у суперечності між розумом і почуттям, буттям і побутом, логікою й абсурдом. У всіх творах прозовий текст перемежовується віршованими вставками.
Першу поетичну збірку Сміт «Добре повеселилися» видала в 1937 році. Вже в цій книзі Сміт постала перед  аудиторією цілком сформованою поеткою. Деякі свої вірші вона передруковувала зі збірки до збірки, а починаючи з другої збірки віршів, незмінно супроводжувала власними графічними ілюстраціями. Всього Сміт створила 9 поетичних збірок. Останню десяту авторську збірку «Scorpion» було видано посмертно.
В поезії Сміт зовсім немає місця переживанню почуття плотської любові, її роздуми про кохання, про свого можливого обранця носять дещо абстрактний характер: «Мені завжди набагато цікавіше те, про що я думаю, і, якби раптом трапилося мені зустріти його на вулиці, я б, напевно, його не впізнала». Зате в її творчості присутні спокійні описи дружби («Радості дружби»), елегійна пейзажна лірика, пройнята любов'ю до батьківщини («Щастя»). Багатьом поезіям Сміт, зокрема віршу «Не хлюпався — тонув» («Not waving but drowning»), властиве почуття страху і невідворотності смерті. Деякі її вірші створені у формі звернення до смерті. Для Сміт характерне також заперечення релігії, але релігії не в вищому, а в традиційному розумінні. Як сказав її друг, англіканський священик, «їй була необхідна безмежна віра, щоб її відкинути».
Сміт міркувала про самогубство, але, врешті-решт, прийшла до висновку, що звичайна смерть буде великим благом. На її думку, старість — це тихий передпокій напередодні смерті, коли відпадають багато речей, які раніше хвилювали людину. Для Сміт в самій смерті є щось природне і в якомусь сенсі бажане. В одному з останніх інтерв'ю вона заявила:
Ці завершальні слова — «Яко Твоє є Царство і Сила, і Слава» — це ж чудово. Це означає абсолютне добро, владу над усім абсолютного добра. Природно, людина мріє тому про смерть, там добру буде підвладно більше, ніж тут, тому що бути живим — це ніби перебувати на ворожій території.
Суперечливе ставлення до смерті стало темою вірша «О, вдячні фарби, яскравий вигляд!» («Oh grateful colours, bright looks!»). 
Сміт виступала з публічними читаннями віршів, виконувала їх під музику в концертних програмах, записувала свої вірші на Бі-бі-сі і на грамплатівки. 
З 1923 до 1953 року Сміт працювала в лондонському видавництві Newnes Publishing Company, в останні роки була секретарем видавництва. 
В 1969 році за заслуги перед британською літературою Сміт була нагороджена Золотою Королівською медаллю. 
7 березня 1971 року померла від пухлини головного мозку.
В 1977 році було з великим успіхом поставлено п'єсу Х'ю Уайтмора «Стіві». Головну роль у ній виконувала Гленда Джексон. За п'єсою знято фільм. У 1978 році видавництво «Пенгуїн» випустило збірку кращих віршів Стіві Сміт, в яку увійшли такі твори, як «Числа», «О, вдячні фарби, яскравий вигляд!» та інші.